# Поп, Георге (биатлонист)
Георге Поп (венг. Gheorghe Pop; род. 9 ноября 1993 года, Брашов, Румыния) — румынский биатлонист. Бронзовый призёр чемпионата мира по летнему биатлону 2015 года в смешанной эстафете. Участник Зимних Олимпийских игр 2018 года в Пхёнчхане.

## Карьера
За сборную Румынии на этапах Кубка мира выступал с 2015 по 2018 год. Турнирных очков не набирал. Самым успешным турниром для Попа стал домашний чемпионат мира по летнему биатлону 2015 года. В смешанной эстафете он вместе со своими партнёрами завоевал бронзу, а в спринте румын с двумя промахами был пятым.

### Участие в Олимпийских играх
| Год  | Место проведения | Спринт | Гонка преследования | Индивидуальная гонка | Масс-старт | Эстафета | Смешанная эстафета |
| ---- | ---------------- | ------ | ------------------- | -------------------- | ---------- | -------- | ------------------ |
| 2018 | Пхёнчхан         | 86     | —                   | 69                   | —          | 14       | —                  |